# Sidetisch
Dit overzicht is mogelijk incompleet; u kunt helpen door het uit te breiden.

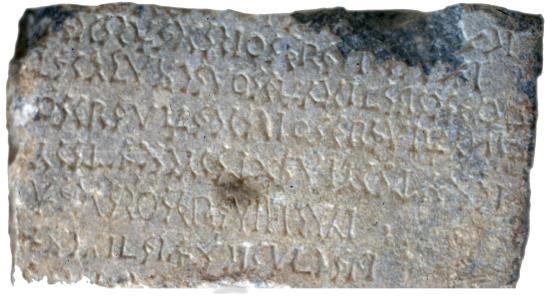
Sidetisch

Sidetisch is een uitgestorven Indo-Europese taal van de Anatolische tak. De taal werd gesproken in een klein gebied in de bergen in het zuidwesten van Anatolië (in het huidige Turkije).
Het Sidetisch is slechts bekend van een aantal munten uit de 5e-3e eeuw v.Chr. uit de stad Side, en twee tweetalige Sidetisch-Griekse inscripties uit de 3e en 2e eeuw v.Chr. Lucius Flavius Arrianus vermeldt in zijn Anabasis Alexandri dat in zijn tijd (2e eeuw n.Chr.) in Side een taal werd gesproken die noch met het Grieks, noch met de omliggende talen iets gemeen had.
Het Sidetisch werd deels geschreven in het Sidetische schrift, een alfabet van 25 letters waarvan slechts enkele duidelijk van het Griekse alfabet afgeleid zijn. Het Sidetische schrift is grotendeels onontcijferd.
Hettitisch · Karisch · Lycisch · Lydisch · Luwisch · Milyaans · Palaïsch · Pisidisch · Sidetisch